# Arremonops rufivirgatus
Arremonops rufivirgatus là một loài chim trong họ Emberizidae.